# Casa del comte de Torregrossa
La Casa del comte de Torregrossa és una obra d'Alcarràs (Segrià) inclosa a l'Inventari del Patrimoni Arquitectònic de Catalunya.

## Descripció
Gran casal emplaçat en un xamfrà que consta de planta baixa i dos pisos i que encara conserva la tipologia original. A la planta baixa hi destaca un gran portal adovellat amb l'escut de la família. Al primer pis hi ha tres balcons, sobre dels quals s'obren tres respectives finestres que corresponen al tercer pis.
La façana posterior, que dona al mateix pati, conserva diverses arcades.
La importància del conreu de la vinya a Alcarràs fa que moltes cases tinguin un gran celler. Aquests cellers no sempre s'han conservat. Ca l'Hereu ha mantingut el celler amb el trull corresponent.